# Kofele (woreda)
Pour l’article homonyme, voir Kofele.
Kofele est un woreda du centre-sud de l'Éthiopie, situé dans la zone Mirab Arsi de la région Oromia. Il a 178 950 habitants en 2007. Il porte le nom de son chef-lieu, Kofele.

## Situation
Situé dans la zone Mirab Arsi, le woreda est limitrophe de la région Sidama.
| Shashamene        | Kore    |             |
| Wondo Genet Malga | Kofele, | Gedeb Asasa |
| Gorche            | Kokosa  | Dodola      |

Son chef-lieu, la ville de Kofele — en anglais : Kofele Town, qui peut aussi s'écrire Kofle Town, ou Kefole —, se trouve sur la route Shashamané-Robe.
La seconde agglomération du woreda, Wabe Gefersa ou Wabe, est située plus loin sur la même route en direction de Dodola.
Le woreda appartient au bassin versant du Chébéli[réf. souhaitée].

## Histoire
Kofele fait partie au XXe siècle de l'awraja Chilalo de la province de l'Arsi.
À la réorganisation du pays en régions, le woreda Kofele se rattache à la région Oromia et occupe une superficie étendue englobant l'actuel woreda Kore. Il forme à l'époque l'extrêmité sud-ouest de la zone Arsi tandis que ses voisins Shashamene et Kokosa sont respectivement dans la zone Misraq Shewa et la zone Bale. Les trois woredas rejoignent la zone Mirab Arsi probablement en 2007.
C'est aussi en 2007 probablement que Kore se détache de Kofele.

## Population
D'après le recensement national réalisé en 2007 par l'Agence centrale de la statistique d'Éthiopie, le woreda Kofele compte 178 950 habitants et 9 % de sa population est urbaine.
La plupart des habitants (94 %) sont musulmans, 3 % sont orthodoxes, 2 % sont protestants et moins de 1 % sont de religions traditionnelles africaines.
La population urbaine comprend 13 483 habitants au chef-lieu, Kofele, et 1 965 habitants à Wabe Gefersa.
En 2022, la population du woreda est estimée à 260 610 personnes avec une densité de population de 394 personnes par km2 et 661 km2 de superficie.